# Nimfomanija
Nimfomanija je poremećaj koji se očituje preaktivnim libidom i opsesivnom željom za seksom. No, nakon postignute genitalne stimulacije, žene ne osjećaju emocionalno ili bilo kakvo drugo zadovoljstvo. Nije parafilija u pravom smislu riječi, čak ni ne spada u širi popis. To je jednostavno neuobičajeno ili manje prisutno ponašanje.
Kod muškaraca se govori o satirijazi.